# Aws ibn Hajar
Aws ibn Hajar (VI secolo – VI secolo) è stato un poeta arabo, preislamco, della tribù dei Banu Tamim.

## Biografia
L'esortazione che Aws ibn Hajar rivolse al re di al Hira, 'Amr ibn Hind, salito al trono nel 554, perché vendicasse il padre assassinato, ne orienta la cronologia.
Aws ibn Hajar appartenne a quello che si può denominare il circolo poetico di Hira, accentrato sulla figura di Zuhayr ibn 'Ali Sulma, che di Aws fu il cantore.
Fu considerato il padre di una dinastia di poeti della tribù dei Banu Tamim, che incluse Aws Zuhayr, Ka'b ibn Zuhayr, Jamil ibn Ma'mar.
Anche il figlio di Aws ibn Hajar, Shurayb, fu un poeta.
Aws ibn Hajar fu celebre soprattutto per la sua descrizione dell'asino selvatico, del suo cammello, dell'arco di guerra, e per la celebrazioni delle nobili virtù beduine.
L'attribuzione dei versi di Aws ibn Hajar è molto dibattuta, dato sono sopravvissuti pochi documenti letterari riguardanti i suoi diwan.
Le notizie che si hanno sulle opere di Aws ibn Hajar ci informano che i suoi versi erano incentrati sulle tematiche tipiche della tribù, sulla politica tribale, sui problemi con le altre tribù, sui fatti di cronaca quali le sconfitte subite dalla sua tribù.
Le opere di Aws ibn Hajar furono descritte e commentate dal grande enciclopedista persiano sunnita Ibn Qutayba, nella sua opera Libro sulla poesia e i poeti (K. al-shiʿr wa l-shuʿarāʾ), che approfondì la dizione di Aws ibn Hajar e il significato degli aforismi contenuti nei suoi versi.

## Opere
- Dīwān Aws ibn Ḥajar.